# Enodes
Enodes is een geslacht van zangvogels uit de familie  spreeuwen (Sturnidae). Er is één soort:
- Enodes erythrophris  –  Roodbrauwspreeuw